# Rezerwat przyrody Łęg nad Swelinią
Rezerwat przyrody Łęg nad Swelinią (česky Přírodní rezervace luhů nad Swelinií) je přírodní rezervace, která se nachází v Trojměstské chráněné krajinné oblasti (Trójmiejski Park Krajobrazowy) v mokřadech pramenů potoka Swelinia jenž ústí do Baltského moře. Přírodní rezervace je ve čtvrti Mały Kack města Gdyně v Pomořském vojvodství v Polsku u hranice katastru města Sopoty. V rezervaci se vyskytuje více než 205 druhů cévnatých rostlin (Tracheophyta), včetně řady chráněných a vzácných druhů. Rezervace má plochu 13,4 ha a byla založena 22. července 2005. Cílem ochrany je zachování lužního lesního a lučního biotopu v dolině potoka Swelinia.

## Další informace
K rezervaci vedou turistické stezky.

## Galerie

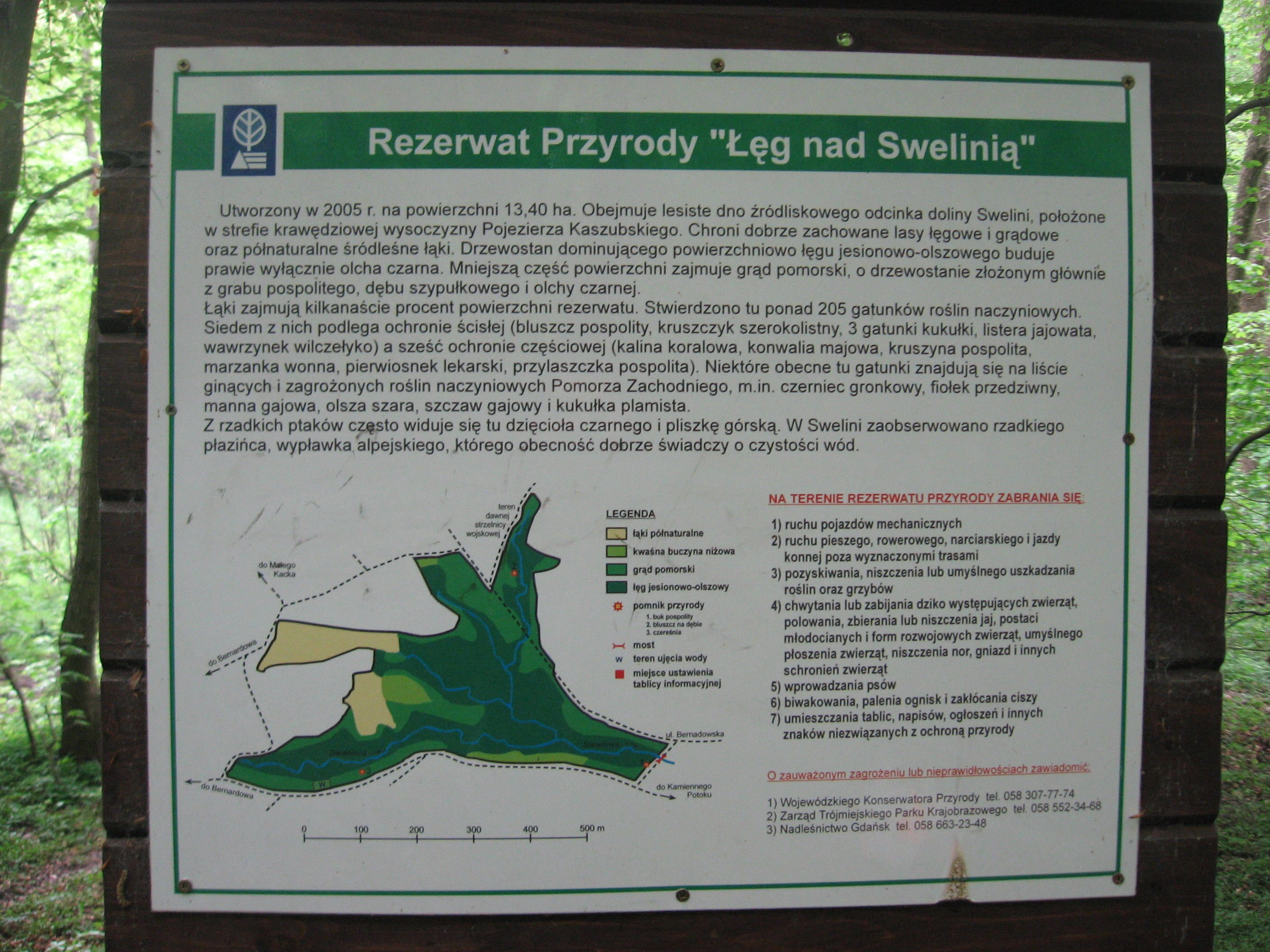
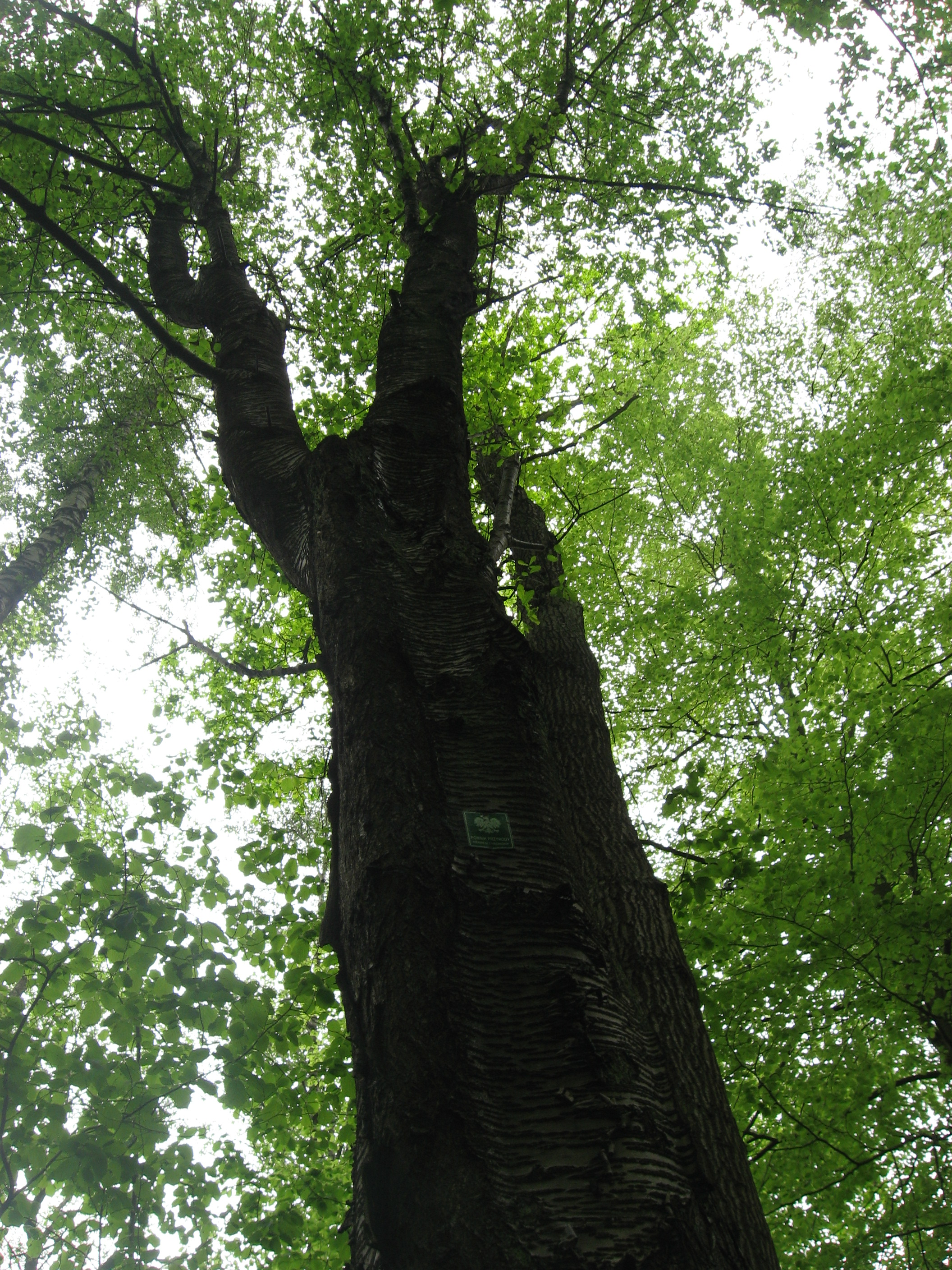
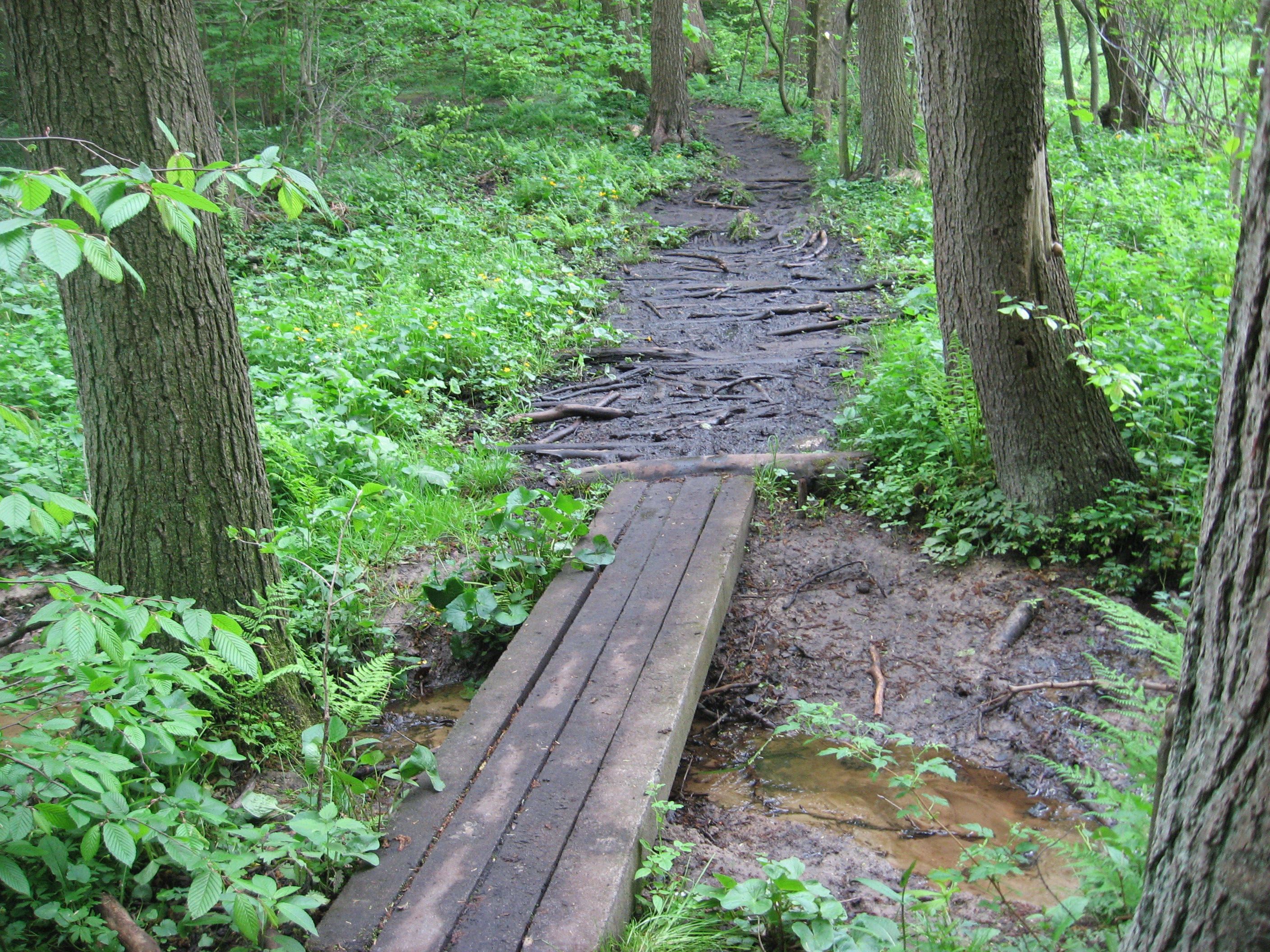
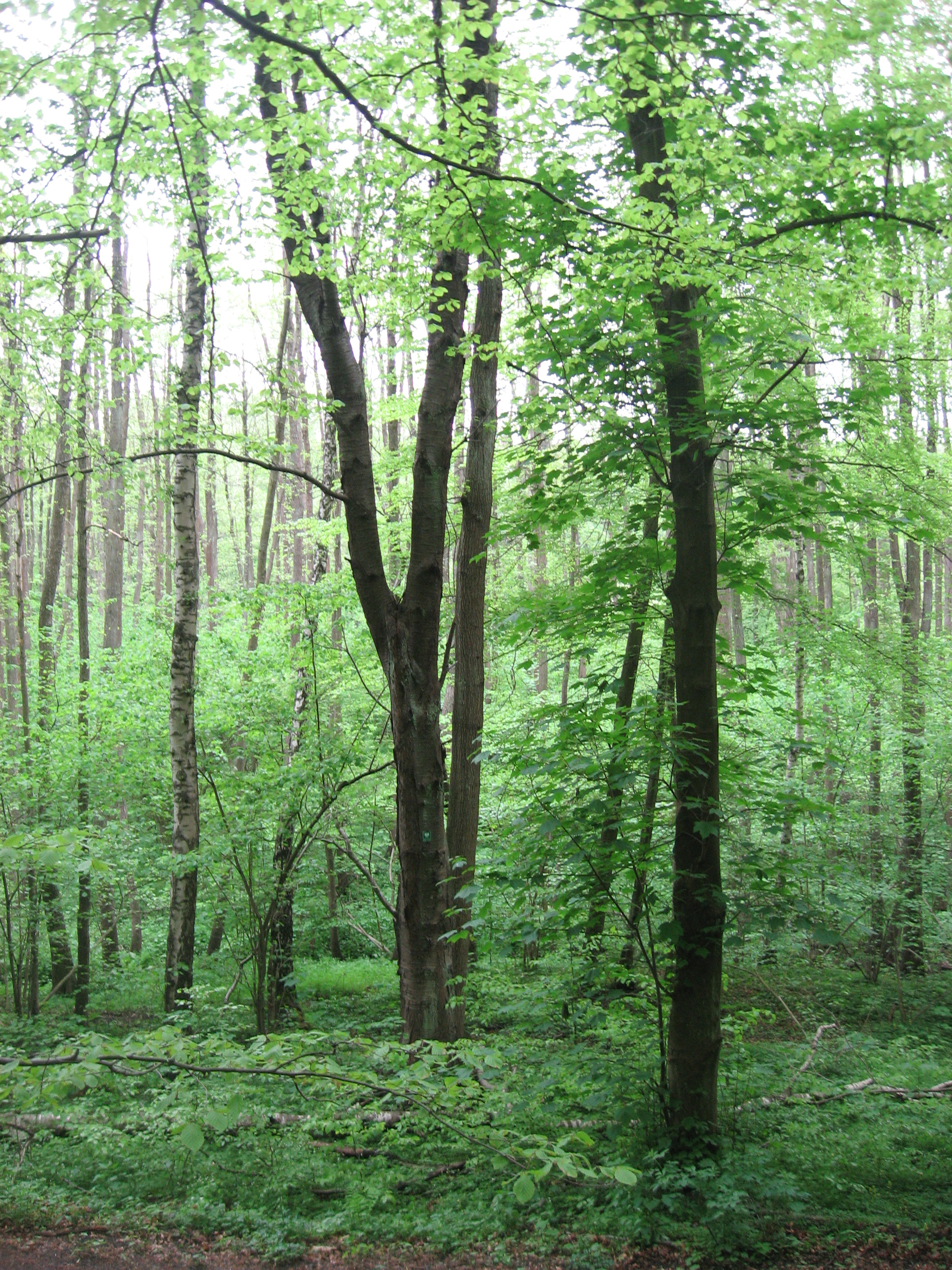